# Tirich Mir
Tirich Mir (ouTerich Mir,Terichmir) é a mais alta montanha do Indocuche no norte e noroeste do Paquistão. Tem 7690 m de altitude e 3910 de proeminência topográfica (é a 30.ª mais proeminente) e isolamento topográfico de 238,57 km.
A primeira escalada até ao topo foi feita em 1950 por uma equipa norueguesa formada por Arne Næss, P. Kvernberg, H. Berg e Tony Streather.
Do Tirich Mir é visível a cidade de Chitral e território afegão. De acordo com as lendas locais, é impossível escalá-la, por causa dos génios malignos, demónios, bruxas e fadas que vivem no alto.
Quase todos os anos há morte de turistas que, na escalada, caem em crevasses, tornando impossível o socorro e o resgate dos corpos.
O Tirich Mir é considerado mais difícil e perigoso de escalar do que o Monte Everest.

## Livros
- Keay, John,  "The Gilgit Game":  The Explorers of the Western Himalayas, 1865-95, Oxford University Press, 1985, ISBN 0-19-577466-3
- Robertson, Sir George Scott, The Kafirs of the Hindukush, Oxford University Press, (1896, OUP ed. 1986), ISBN 0-19-577127-3